# Eurybrachys spinosa
Eurybrachys spinosa är en insektsart som först beskrevs av Fabricius 1798.  Eurybrachys spinosa ingår i släktet Eurybrachys och familjen Eurybrachidae. Inga underarter finns listade i Catalogue of Life.